# 石原安野
石原 安野（いしはら あや、1974年 - ）は、日本の実験物理学者。千葉大学グローバル・プロミネント研究基幹（ハドロン宇宙科学）教授。千葉大学附属ハドロン宇宙国際研究センター所属。静岡県富士宮市出身。

## 人物
静岡県富士宮市生まれ、神奈川県横浜市育ち。自由の森学園中学校・高等学校を経て、東京理科大学を卒業後、テキサス大学オースティン校大学院に留学し、博士号を取得 。2013年、宇宙線・粒子天体物理学分野では日本人初の国際純粋・応用物理学連合(IUPAP)の若手賞(Young Scientist Prize)を受賞。2017年、自然科学分野で顕著な研究業績をおさめた女性科学者に贈られる第37回猿橋賞を受賞。2019年、原子物理学とその応用分野での優れた業績の科学者に贈られる仁科記念賞を受賞。仁科記念賞は1955年から2019年まで191人が受賞したが、女性としては2人目の受賞者となった。

## 略歴
- 1998年 東京理科大学理学部第二部物理学科卒業[11]
- 2004年 テキサス大学オースティン校大学院博士号・Ph.D（物理学）の学位を取得[12]
- 2005年 ウィスコンシン大学物理学ポスドク
- 2005年 国際共同ニュートリノ観測装置アイスキューブ(IceCube)実験に参加
- 2010年 超高エネルギーニュートリノ物理ワーキンググループリーダー[13]
- 2012年 拡散宇宙ニュートリノ物理ワーキンググループリーダー[13]
- 2016年 千葉大学准教授[14]
- 2019年 千葉大学教授[15]

## 研究分野
ニュートリノ天文学
南極点の1立方キロメートルの深氷河を利用したニュートリノ観測装置アイスキューブ検出器の実験で宇宙ニュートリノ存在量測定における一連の進展を主導。2012年に世界で初めて高エネルギー宇宙ニュートリノ事象を同定することに成功。これは1987年にカミオカンデ実験が捉えたニュートリノ信号以来捉えることができていなかった太陽系外からの宇宙ニュートリノであり、この発見によりニュートリノ天文学の可能性がそれまでの一億倍以上の高いエネルギー領域にも広がることとなる。また、より高いエネルギーを持つ宇宙ニュートリノ探索を精力的に推進し、2016年には超高エネルギー宇宙線起源として長年有力視されてきた仮説を覆す結果を得る。アイスキューブ実験の次期計画であるアイスキューブジェンツー(IceCube-Gen2)実験に向けた新型検出器開発の日本における責任者として従来の検出器の約3倍の検出性能を持つ光検出器製作の指揮にあたっている。
2018年には、銀河系外から届いた素粒子の一種「高エネルギーニュートリノ」の発生源の天体を世界で初めて特定したと、南極大陸の氷床を使ってニュートリノを観測する国際共同研究「アイスキューブ」のチームが７月１３日付の米科学誌サイエンスに発表した。アイスキューブには千葉大など１２カ国の４９研究機関が参加しており、高エネルギー宇宙線の発生機構解明につながると期待されている。
米科学誌サイエンスが発表した2018年の10大成果の1つに、アイスキューブ実験によるニュートリノ放射源天体初同定の成果が選出されている。

## 主な受賞
- 2013年 国際純粋・応用物理学連合(IUPAP)若手賞[22]
- 2014年 第4回千葉大学先進科学賞[23]
- 2014年 第5回戸塚洋二賞[24]
- 2017年 第37回猿橋賞
- 2017年 WIRED Audi INNOVATION AWARD 2017 Innovator 受賞[25]
- 2018年 第1回東京理科大学物理学園賞
- 2019年 読売テクノ・フォーラム第25回ゴールド・メダル賞[26]
- 2019年 仁科記念賞[27]